# Лебідь Микола Георгійович
Микола Георгійович Лебідь (? — ?) — радянський діяч, керуючий тресту «Руда» («Дзержинруда») міста Кривого Рогу Дніпропетровської області. Член ЦК КП(б)У в червні 1938 — січні 1949 року.

## Біографія
Член ВКП(б) з 1929 року.
Працював на відповідальній роботі в гірничій промисловості.
До 1938 року — начальник дільниці шахти імені Дзержинського міста Кривого Рогу Дніпропетровської області.
У 1938—1941 роках — керуючий тресту «Руда» («Дзержинруда») міста Кривого Рогу Дніпропетровської області.
На 1942—1945 роки — начальник гірничого (гірничо-рудного) управління Кузнецького металургійного комбінату імені Сталіна Народного комісаріату чорної металургії Кемеровської області.

## Нагороди
- орден Вітчизняної війни ІІ ст. (13.09.1945)
- два ордени Червоної Зірки (10.04.1943, 31.03.1945)
- орден Трудового Червоного Прапора (26.03.1939)
- медалі